# Федосюк, Юрий Александрович
Ю́рий Алекса́ндрович Федосю́к (13 января 1920, Москва — 7 апреля 1993, там же) — русский филолог, журналист, историк и краевед Москвы. Участник Великой Отечественной войны.

## Биография
В 1937 году Ю. А. Федосюк поступил в ИФЛИ. Окончил институт в 1941 году, после чего пять лет служил в армии.
С 1946 года работал во Всесоюзном обществе культурной связи с заграницей (ВОКС), затем в Совинформбюро, Агентстве печати «Новости». Во время работы в ВОКСе начались москвоведческие исследования Федосюка, в чём ему помогал известный историк и москвовед Пётр Сытин.
Краеведческие статьи Федосюка о Москве публиковались в журналах «Вопросы истории», «Наука и жизнь» и других.
Помимо этого, учёный занимался лингвистическими исследованиями, в частности, изучением фамилий, а в последние годы работал над книгой «Что непонятно у классиков? Трудные слова и понятия», которую закончил в 1989 году.
Участвовал в деятельности Всероссийского общества охраны памятников истории и культуры, Комиссии по истории московских улиц и других организаций.
Выступал с лекциями о Москве.
Скончался в 1993 году, похоронен на Введенском кладбище (22 уч.).

## Семья
Отец  —  Александр Павлович Федосюк (1882-1952), управляющий Резинотреста.
Мать — Анна Карловна Федосюк (1888-1921).
Сестра — Нина Федосюк (1914-1995), актриса театра и кино, снималась в фильме «Светлый путь», «Счастливый рейс», «Поднятая целина».
Сын — Михаил Федосюк, доктор филологических наук профессор МГУ.
Жена — Раиса Яковлевна Федосюк (урожденная Меламуд), врач-эпидемиолог.
Внучка — Masha Trotzky, художник, дизайнер, живет и работает в Бельгии.

## Публикации

### Книги
- Федосюк Ю. А. Чайковский в родном городе. — 1960. (О московских адресах композитора).
- Федосюк Ю. А. Что означает ваша фамилия?[2] — 1969.
- Федосюк Ю. А. Русские фамилии: Популярный этимологический словарь. — М., 1972.
- Федосюк Ю. А. Бульварное кольцо: Путеводитель / Художник А. Плаксин. — М.: Московский рабочий, 1972. — 168 с. — 35 000 экз. (обл.)
- Федосюк Ю. А. Лучи от Кремля: Путеводитель / Оформление М. Гусевой; Рисунки Ю. Черепанова. — М.: Московский рабочий, 1978. — 312 с. — 50 000 экз.
- Федосюк Ю. А. Русские фамилии: Популярный этимологический словарь. Изд. 2-е. — М., 1981.
- Федосюк Ю. А. Москва в кольце Садовых: Путеводитель / Рецензент С. К. Романюк; Художник В. Александров; Фотографии С. Солодовникова и В. Гротте. — М.: Московский рабочий, 1983. — 448 с. — 75 000 экз.
- Федосюк Ю. А. Улица Герцена, 13. / Биография московского дома — М.: Московский рабочий, 1988
- Федосюк Ю. А. Москва в кольце Садовых: Путеводитель / Художник А. Казановский; Фотографии С. Солодовникова и В. Гротте. — Изд. 2-е, перераб. и доп. — М.: Московский рабочий, 1991. — 497, [32] с. — 50 000 экз. — ISBN 5-239-01139-7.
- Федосюк Ю. А. Познание Москвы // Краеведы Москвы. Сборник. Вып. 2. — М., 1995. (Воспоминания Ю. А. Федосюка, написанные им в 1990 году специально для этого сборника).
- Федосюк Ю. А. Короткие встречи с великими: Воспоминания. — М.: Флинта, 2007. — 184 с. — 1000 экз. — ISBN 978-5-89349-867-7.
- Федосюк Ю. А. Утро красит нежным светом… Воспоминания о Москве 1920–1930-х годов. — М.: Флинта, 2011. — 240 c. — 1000 экз.

Переиздания
- Федосюк Ю. А. Что непонятно у классиков, или Энциклопедия русского быта XIX века. (закончена в 1989, издана после смерти автора, выдержала более двадцати изданий (двадцать второе издание - 2024 год)).
- Федосюк Ю. А. Москва в кольце Садовых. — М.: АСТ, 2009. — 448 с. — 3000 экз. — ISBN 978-5-17-057365-3; ISBN 978-5-271-22742-4; ISBN 978-5-226-01060-6. (неоднократно переиздана).

- Федосюк Ю. А. Что означает ваша фамилия? — Изд. 2-е. — М.: Флинта, 2006. — 60 с. — ISBN 5-89349-747-3; ISBN 978-5-89349-747-2.
- Федосюк Ю. А. Русские фамилии: Популярный этимологический словарь. — М.: Флинта, Наука, 2009. — 240 с. — 1000 экз. — ISBN 978-5-89349-216-3; ISBN 978-5-02-022782-8. (неоднократно переиздана).